# Le Mans FC
Le Mans FC is een Franse voetbalclub uit de stad Le Mans. De club heeft zijn trainingscentrum La Pincenardière in de plaats Mulsanne.

## Geschiedenis
De club ontstond in 1985 na een fusie tussen de clubs Union Sportive du Mans en Stade Olympique du Maine. US was de traditionele club van de stad die in de beginjaren regionaal sterk was en tijdens de Tweede Wereldoorlog twee seizoenen in de hoogste klasse speelde en later nog elf seizoenen in de tweede klasse. In 1974 degradeerde de club uit de tweede klasse en in 1981 uit de derde klasse. SO du Maine promoveerde in 1984 naar de derde klasse. Het doel van de club was om in de tweede klasse te spelen.
Na drie seizoenen promoveerde de club, maar werd meteen terug naar de derde klasse verwezen. In 1990 werd de club kampioen en promoveerde terug naar de tweede klasse, waar de club tot 2003 zou spelen. In 1992 en 1993 eindigde de club in de top 5 en in dat laatste jaar nam de club het profstatuut aan. Op af en toe een plaats in de lagere middenmoot na deed de club het meer dan behoorlijk en in 2003 werd Le Mans vicekampioen achter Toulouse FC en promoveerde zo voor het eerst naar de Ligue 1. Na een teleurstellende voorlaatste plaats degradeerde UC meteen. Na een nieuwe vicekampioenschap achter AS Nancy kon de club de afwezigheid bij de elite tot één seizoen beperken. De volgende seizoenen verliepen vlotter en in Ligue 1 2007/08 eindigde de club voor het eerst in de top tien (negende). Na het seizoen 2009/10 degradeerde Le Mans terug naar de Ligue 2. De club deed tot op het einde mee voor promotie maar moest deze aan Dijon FCO laten dat ook op de derde plaats eindigde maar een beter doelsaldo had. In 2011 werd de naam Le Mans FC aangenomen. 
In januari 2011 werd het nieuwe stadion van Le Mans geïnaugureerd, de MMArena. Dit stadion biedt plaats aan 25.064 toeschouwers en wordt ook gebruikt voor concerten en rugbywedstrijden. Bij concerten en andere gelegenheden waarbij bezoekers ook op het veld staan passen 38.000 mensen in het stadion. De MMArena vervangt het Stade Léon-Bollée als thuisbasis van Le Mans. Dit stadion werd door Le Mans bespeeld vanaf 1988 en bood plaats aan 17.801 toeschouwers. Door financiële problemen werd de club in 2013 uit de Ligue 2 gezet en degradeerde naar de Division Honneur, de zesde klasse. Op 15 oktober 2013 werd de club, die met een schuld van 14 miljoen euro kampte, door de rechtbank failliet verklaard. In 2014 promoveerde de club naar de CFA 2. In 2017 promoveerde de club opnieuw. Na drie seizoenen degradeerde de club. 
Bekende oud-spelers zijn onder anderen Yao Kouassi Gervinho en Grafite.

## Erelijst
- Division 3 Groep West

1990
- Coupe Gambardella

2004

## Eindklasseringen
- 1986 10e
Division 3
- 1987 10e
Division 3
- 1988 2e
Division 3
- 1989 18e
Division 2
- 1990 1e
Division 3
- 1991 14e
Division 2
- 1992 3e
Division 2
- 1993 5e
Division 2
- 1994 17e
Division 2
- 1995 12e
Division 2
- 1996 6e
Division 2
- 1997 6e
Division 2
- 1998 6e
Division 2
- 1999 17e
Division 2
- 2000 9e
Division 2
- 2001 14e
Division 2
- 2002 5e
Division 2
- 2003 2e
Ligue 2
- 2004 19e
Ligue 1
- 2005 2e
Ligue 2
- 2006 11e
Ligue 1
- 2007 12e
Ligue 1
- 2008 9e
Ligue 1
- 2009 16e
Ligue 1
- 2010 18e
Ligue 1
- 2011 4e
Ligue 2
- 2012 17e
Ligue 2
- 2013 18e
Ligue 2
- 2014 1e
Niveau 6
- 2015 3e
CFA2
- 2016 3e
CFA2
- 2017 2e
CFA2
- 2018 1e
National 2
- 2019 3e
National
- 2020 19e
Ligue 2
- 2021 4e
National
- 2022 10e
National
- 2023 12e
National
- 2024 5e
National
- 2025 2e
National

- Niveau 1
- Niveau 2
- Niveau 3
- Niveau 4
- Niveau 5
- Niveau 6

## Bekende (ex-)spelers

### Fransen
- Laurent Bonnart
- Sébastien Corchia
- Mathieu Coutadeur
- Jérémie Janot
- Anthony Le Tallec
- Idir Ouali
- Clément Pinault †
- Morgan Sanson
- Olivier Thomert

### Ivorianen
- Dagui Bakari
- Jean-Jacques Domoraud
- Didier Drogba
- Gervinho
- Romaric
- Zito

### Belgen
- Roland Lamah

### Noren
- Thorstein Helstad
- Dan Eggen

### Montenegrijnen
- Marko Baša

### Afrikanen
- Daniel Cousin
- Modibo Maïga
- Stéphane Sessègnon
- Idrissa Sylla
- Hassan Yebda

### Zuid-Amerikanen
- Túlio de Melo
- Marcelo Estigarribia
- Grafite